# Garfield Minus Garfield
Garfield Minus Garfield is een webcomic gecreëerd door Dan Walsh, die in 2008 een redelijke hoeveelheid media-aandacht kreeg. Elke strip bestaat uit een bewerkte uitgave van een eerdere uitgave van de strip Garfield, waarbij Garfield, de protagonist van de originele strip, is verwijderd via fotomanipulatie. Hoewel Walsh aangeeft dat hij niet de eerste was die met het idee kwam, was hij wel de eerste voorvechter van het concept en degene die het in de populariteit bracht.

## De strip
De strip gaat vooral over Jon Arbuckle, de eigenaar van Garfield, die met zichzelf praat in plaats van met zijn kat. De website karakteriseert het resultaat als "een reis diep in de geest van een geïsoleerde jonge alledaagse man terwijl hij een verliezende strijd voert tegen eenzaamheid en depressie in een rustige Amerikaanse buitenwijk ("a journey deep into the mind of an isolated young everyman as he fights a losing battle against loneliness and depression in a quiet American suburb").
Garfield-tekenaar Jim Davis zei over de webcomic dat hij deze regelmatig leest en het "fascinerend" vindt, en "iets inspirerends om te doen".

## Publicatie
Op 28 oktober 2008, publiceerde Ballantine Books een Garfield Minus Garfield-boek in kleur, met de originele strip naast de bewerkte "minus"-versie. Het boek wordt toegeschreven aan Jim Davis (die publicatie officieel goedkeurde), met een voorwoord door Dan Walsh.